# Šlacha

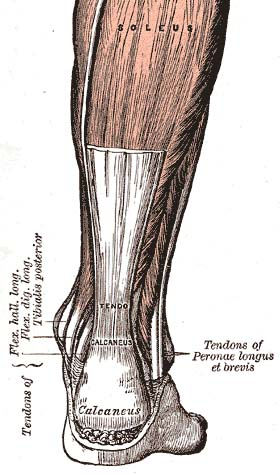
Achillova šlacha

Šlacha (lat. tendo) je silný vazivový provazec připojující sval ke kosti. Úlohou šlachy je přenášet sílu stahujícího se svalu a tím uvést kost do pohybu.
Šlachy na jednom konci vyrůstají ze svalového bříška (smrštující se tkáň) a na druhém přirůstají ke kostní bláně, okostici. Některá vlákna pronikají až do hlubších kostních struktur. Protože množství šlach vykonává ohýbací a napřimovací pohyb v kloubech, jsou ke kostěným strukturám přichyceny poutky či vazy (lat. retinacula), aby šlachy od kostěných struktur neodstávaly. Tím nutně klouzají po kostěných strukturách za vzniku velkých tahových sil. Na takových místech šlachy probíhají tzv. šlachovými pochvami, obaly s dvojitou stěnou vyplněnou tekutinou, v níž kloužou a promazávají se. Při dlouhodobém výkonu stejného pohybu může mazivová tekutina vysychat nebo se naopak zmnožit, takže vrstvy pochvy se o sebe začnou bolestivě odírat za praskavého zvuku (tzv. krepitace). Dlouhodobé či nárazové zatížení šlach tak může způsobit zánět - tenditidu či tendosynovitidu (zánět šlachového obalu). Nejznámějším příkladem zánětu šlach je syndrom karpálního tunelu, či tzv. tenisový loket.
Jelikož jsou šlachy avaskulární tkání (nemají žádné krevní zásobení a mají málo nervových zakončení), jejich přítomnost v těle je cítit až při poranění. Známé jsou např. ruptury achillovy šlachy u neprocvičených sportovců (sálové sporty) či během dlouhých pochodů vojáků.
Operativou šlach se zabývá ortopedie. Volbou při ztuhlosti svalů a s ní spojenou adhézí šlach jsou měkké techniky ve fyzioterapii.